# Iconsiam
Iconsiam, rotulado como ICONSIAM e ICS, es un desarrollo de uso mixto situado a orillas del río Chao Phraya en Bangkok (Tailandia). Contiene un gran centro comercial, que abrió al público el 9 de noviembre de 2018, así como hoteles y viviendas. El proyecto, que costó 54 000 millones de baht (1500 millones de dólares estadounidenses), fue promovido conjuntamente por el Siam Piwat Group, una promotora inmobiliaria tailandesa, MQDC Magnolia Quality Development y el Charoen Pokphand Group. El complejo incluye el edificio más alto de Tailandia, las Magnolia Waterfront Residences, de 70 plantas; y el sexto edificio más alto del país, las Mandarin Oriental Residences, de 52 plantas.

## Componentes
ICONSIAM Building
- 525 000 m² de superficie comercial total.[7]
- Los grandes almacenes Siam Takashimaya y un Apple Store.[8][9]
- Un auditorio/sala de exposiciones con 3000 asientos.[10]
- El Museo del Patrimonio de Iconsiam (Museo del Río de Bangkok), un proyecto conjunto con el Departamento de Bellas Artes del Ministerio de Cultura de Tailandia.[11]
- Dos edificios residenciales, las Magnolia Waterfront Residences (318 metros, 70 plantas y 300 viviendas) y The Residences at Mandarin Oriental (272 metros, 52 plantas y 146 viviendas).
- Un parque junto al río Chao Phraya con más de 10 000 m² de superficie y una pasarela a lo largo del río.[12][13]

ICS Building
- Ampliación del centro comercial
- El hotel de 244 habitaciones Millennium Hilton Bangkok de la cadena Hilton Hotels & Resorts.

## Transporte
ICONSIAM está situado junto a la estación Charoen Nakhon de la línea de oro, que conecta con el sistema del Metro Aéreo de Bangkok en la estación Krung Thon Buri. Fue inaugurada el 16 de diciembre de 2020.
ICONSIAM trabajó con el Centro de Diseño y Desarrollo Urbano de la Universidad Chulalongkorn, el Departamento Marítimo del Ministerio de Transportes y la Administración Metropolitana de Bangkok para renovar cuatro muelles del río —Sathorn, Ratchawong, Tha Dindaeng y Ratcha Nevy— para junio de 2019. Hay cuatro muelles construidos en el sitio para barcos privados y ferries públicos. Los visitantes pueden subirse al ferry proporcionado por ICONSIAM desde varios muelles: Sathorn, Sheraton Hotel Bangkok y Si Phraya.

## Premios

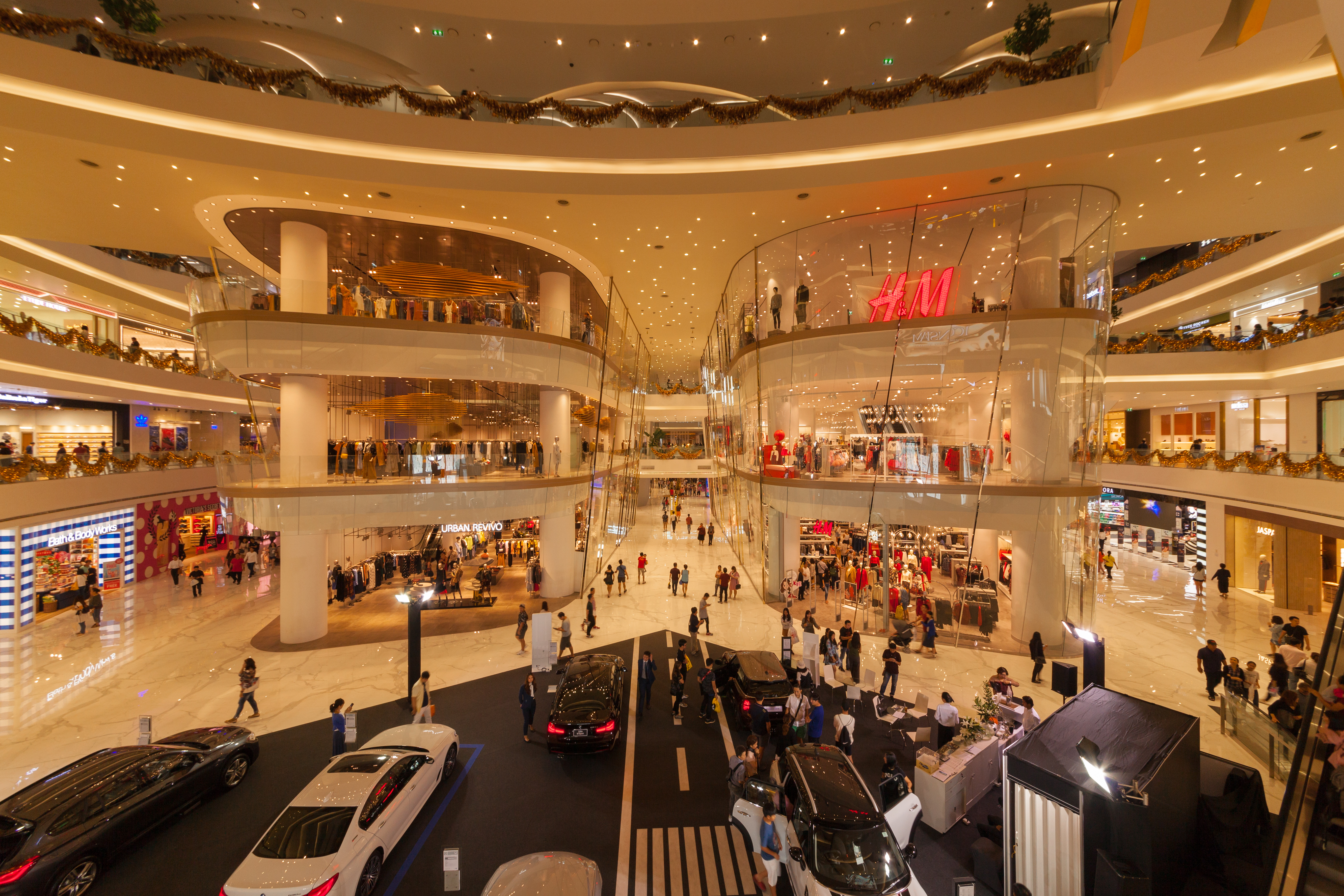
Atrio en el centro comercial.

El proyecto ha ganado varios premios de diseño desde su apertura, incluidos los siguientes:
- Mejor diseño del año en los World Retail Awards de 2019, otorgados por el World Retail Congress.[18]
- Primer premio en la categoría «mejor centro comercial» en los MAPIC Awards de 2019, celebrados en Cannes.
- 2020 VIVA Best-of-the-Best Design and Development Award.[19]
- Uno de los cuatro finalistas en los MPIM International Real Estate Awards de 2021 en la categoría «mejor centro comercial».[20][21]